# Урал (Гафурійський район)
Ура́л (рос. Урал, башк. Урал) — присілок у складі Гафурійського району Башкортостану, Росія. Входить до складу Янгіскаїнської сільської ради.
Населення — 38 осіб (2010; 53 в 2002).
Національний склад:
- татари — 72%
- башкири — 28%